# Eschen (Einheit)
Das Eschen (auch: Eßchen, Äschen, d. h. kleines As) war eine nicht länger gebräuchliche Gewichtseinheit. Ein anderer Name war Dukaten-As.

## Einordnung
Es war kleinere Einheit zur Kölnischen Mark vor Einführung des Konventionsmünzfußes. Ein Richtpfennig wurde in 17 Eschen geteilt. Da 256 Richtpfennige auf die Gewichtsmark gingen, entsprach das 17 mal 256, also 4352 Eschen. Trotz aller Mühen in der Genauigkeit unterschied sich die Mark trotzdem. Eine Kölner Mark mit der Jahreszahl 1705 wog 233,8123 Gramm. Um 1837/1838 wog die Preußische Gewichtsmark 233,855 Gramm.
Die sogenannten leichten Dukaten-As waren den Eschen gleich. Ein Dukaten-As wog 16,3 kölnische Richtpfennigteile, was etwa 5,815 Zentigramm (0,01 Gramm) entsprach.

## Einteilung
Die Kölnische Mark teilte sich in
- 1 Mark (köln.) = 8 Unzen = 16 Lot = 64 Quint = 256 Richtpfennig = 512 Heller = 4020 Dukaten-As = 4352 Eschen = 65.536 Richtpfennigteile = 233,8123 Gramm[2][3]

## Verwendung
Eschen war eine Masseneinheit für Gold und Silber. Das Maß war in Köln und Schleswig-Holstein gleich groß. Auch in Dänemark war der Richtpfenning als Münzgewicht dem Kölner Maß gleich.
- 1 Eschen = 0,003224 Lot (Preußen 16,667 Gramm) = 0,054 Gramm
- 1 Eschen = 15 1/17 Richtpfenning( = 3,5684 Milligramm)[4]